# داعية عبد الله
داعية عبد الله (بالإنجليزية: Daayiee Abdullah) هو إمام أمريكي مقيم واشنطن العاصمة، اشتهر كونه أحد خمسة أئمة موجدين بالعالم يدعون إلى الإفصاح عن الميول المثلية. كان عبد الله عضوًا ومستشارًا روحيًا لمؤسسة الفاتحة حتى إغلاقها في عام 2011. وأثير حول شخصية داعية الكثير من الجدل كونه إمام مسلم يبيح المثلية ويدعو لوقف رهاب المثلية في المجتمع المسلم.
وهو إمام مسجد النور في واشنطن، والذي يسمح فيه بصلاة النساء جنبًا إلى جنب مع الرجال، كما يزوج الأشخاص المثليون في المسجد على الطريقة الإسلامية، ويقدم المشورة لهم.

## حياته ونشأته
ولد داعية عبد الله سنة 1954 باسم "سيدني تومسون" في ديترويت في ميشيغان الأمريكية. وهو أمريكي من أصول أفريقية. نشأ عبد الله في أسرة كبيرة مكونة من 6 إخوة أكبر عمراً منه وأخت صغرى، كما له أخت كبرى من زواج والده السابق، وقد شجعته أسرته لايجاد المعتقد الديني الذي يؤمن به، على الرغم من ايمان والده بالمذهب المعمداني الجنوبي.
عندما كان في الثامنة من عمره، زار كنيسًا ومعبدًا هندوسيًا ومجموعة متنوعة من الطوائف المسيحية. لم يكن أي من هذه الأديان التي حاول اكتشفها مناسبة له تمامًا، لذلك استمر في البحث عن دين يمكن أن يضع إيمانه فيه. وقد تحول للديانة الإسلامية وهو في سن 29 عامًا.
عندما كان عبد الله في الخامسة عشرة من عمره، تخرج من المدرسة الثانوية مبكرًا لأنه كان يذهب إلى المدرسة الصيفية معظم الصيف. إلى جانب المدرسة الصيفية، سافر هو وعائلته في جميع أنحاء أمريكا الشمالية حتى يتمكن من رؤية حقيقة الوجود وكيفية سير الحياة. وكانت أسرته تؤمن بأنه بمجرد تخرج أحد أفرادها من المدرسة، يعتبر بالغاً ومسؤولاً عن ذاته. لاحقاً أعلم عبد الله والديه أنه مثلي الجنس، وقبل والديه بذلك مع تأكيدهم له بأنهما لم يرتكبا أي خطأ، وتحدث عبد الله بأنه منذ سن الخامسة كان منجذبًا لزملائه الذكور. وبعد وفاة والديه، يعتبر عبد الله بأن كلاهما مصدر إلهام وثقة له.
التحق عبد الله بجامعة جورج تاون كباحث اجتماعي في دراسة اللغة الصينية، وتخرج بدرجة دكتوراه في القانون من كلية ديفيد كلارك للقانون في واشنطن سنة 1995. التحق بكلية الدراسات العليا للعلوم الاجتماعية الإسلامية في أشبورن بولاية فيرجينيا من عام 2000 إلى عام 2003، لكنه طُرد من المدرسة عندما اكتشفت المدرسة أنه مثلي الجنس.

## نشاطه الديني والاجتماعي
في عام 1978 سافر عبد الله إلى واشنطن لحضور مؤتمر لأنه كان يعمل في مكتب الحاكم جيري براون في سان فرانسيسكو. ثم في عام 1979 عاد إلى العاصمة للمشاركة في المسيرة الوطنية في واشنطن لحقوق مجتمع الميم كأحد المنسقين. ولأنه كان منسقًا، ذهب قبل أسبوع من المسيرة ثم مكث بعد ذلك بأسبوع في إجازته ثم عاد بعد شهر. وخلال اقامته أسبوعين في سان فرانسيسكو، قرر أنه يريد العيش في واشنطن. في الثمانينيات، بدأ عبد الله عمله في جامعة جورج تاون وقضى عدة سنوات في جامعة بكين وجامعة تايوان الوطنية بجامعة بكين. درس اللغة الصينية وآدابها، ثم درس اللغة العربية واللغويات العربية ودراسات شمال إفريقيا والشرق الأوسط، وعمل ودرس لعدة سنوات في البلدان الإسلامية. كان بعض زملائه في الفصل من مدينة أورومتشي الصينية، وكانوا من المسلمين الصينيين. سألوه عما يعرفه عن الإسلام، مما أدى إلى دعوته إلى أول مسجد في بكين. في هذا المسجد فهم عبد الله كل شيء عن الإسلام وعرف أن هذا هو الدين الذي كان يبحث عنه. في سن الثلاثين، أسلم واختار أن يطلق عليه اسم الداعية عبد الله. ولم يضف عليه لقب إمام إلا فيما بعد.
منذ العام 2000 انضم إلى موقع ياهو! على الويب، وأنشئ منتدى تضم مجموعة من الرجال المثليين المسلمين. انضم الكثير من الرجال المثليين المسلمين، ولكنهم كانوا يخبرون من يحتاج إلى مساعدة أن القرآن يحرم المثلية. ورفض داعية عبد الله هذا الكلام، موضحاً أن على المسلم اتباع القرآن ومن ثم الحديث. من خلال ذلك ، بدأ يكتسب شعبية بين المثليين وداعميهم عبر مجتمع الإنترنت. ومن أسباب تسميته بالإمام أنه أقام العديد من الطقوس الدينية لمن كانوا يعتبرون منبوذين في مجتمعهم بسبب مرض أو جنس أو دين الشخص الذي يرغبون في الزواج منه. وأقام الجنازات للمسلمين المثليين الذين ماتوا دون وجود من يقيم لهم جنازة، حيث مات ودفن عدد من المثليين بمرض الإيدز، دون جنازة. كما أجرى عبد الله أيضًا مراسم زواج حسب المذهب الإبراهيمي من نفس الجنس للرجال والنساء وتقديم المشورة لجميع الأزواج، من جنسين مختلفين ومثليين جنسيًا. لأن الأديان الإبراهيمية هي أديان شقيقة، ولأن القرآن يقول أن المؤمنين الإبراهيميين يمكنهم التفاعل مع المؤمنين الإبراهيميين الآخرين، ويعتقد عبد الله أنه من المعقول الزواج بين الأديان الإبراهيمية.
كان مدير الأعمال في مركز جورج تاون للياقة البدنية من 2007 إلى 2009. وعمل عبد الله تحت اسمه القانوني سيدني طومسون، كرئيسًا تنفيذيًا لشركة Asiad & Associates، وهي شركة برمجيات في واشنطن العاصمة.

### مسجد النور
```
منذ عام 2000 قدم عبد الله خدمات استشارية متخصصة للمسلمين من مجموعة واسعة من الخلفيات الدينية والثقافية الإسلامية. وتطورت الفكرة حتى عام 2011 أسس مسجداً في واشنطن صديقاً لجميع أفراد مجتمع الميم، ويستقبل فيه المسلمين من المثليين ولأي شخص يرغب بالتعاطف معهم، وذلك في إحدى مواقع المكتبات العامة في العاصمة. وكان الهدف جمع الأموال لإنشاء مسجد مستقل لهم مبني لهذا الغرض حيث يكون الجميع أحرارًا في العبادة.
```

وأصبح عبد الله مديرًا للمسجد والإمام الخاص به، وسماه بمسجد نور الإصلاح. كما شغل منصب مدير توعية المثليين في منظمة المسلمين من أجل القيم التقدمية من عام 2010 حتى عام 2014 ، ولا يزال عضوًا في المجلس الاستشاري للمسلمين من أجل القيم التقدمية. كما أنه يشغل منصب في منظمة "Skeiv Verden" (عالم المثليين) في أوسلو. منذ عام 2014، الإمام داعية عبد الله هو المدير التنفيذي لمعهد "MECCA"، وهي منظمة تعليمية وبحثية تتمثل مهمتها في المساعدة في إعادة تثقيف المسلمين وغير المسلمين حول علم اللاهوت الإسلامي الشامل والتقدمي.

### مؤسسة الفاتحة
كان عبد الله عضوا في مجلس إدارة المائدة المستديرة لمؤسسة الفاتحة لعدة سنوات. من عام 2011 إلى عام 2012، عمل كعضو في مجموعة عمل المسلمين الكويرية، التي تطورت إلى التحالف الإسلامي للتنوع الجنسي والجنساني في عام 2013.